# Limnophora latiorbitalis
Limnophora latiorbitalis este o specie de muște din genul Limnophora, familia Muscidae, descrisă de Hsue în anul 1982. Conform Catalogue of Life specia Limnophora latiorbitalis nu are subspecii cunoscute.